# Tulpar
Tulpar IFV — боевая машина пехоты турецкой компании Otokar.
Название происходит от имени крылатого коня в мифологии тюркских народов.

## История
На первом этапе заказано 400 машин для проверки взаимодействия с другой бронетехникой Вооружённых сил Турции.